# ماشین تحریر شیکاگو
ماشین تحریر شیکاگو (انگلیسی: Chicago Typewriter؛ کره‌ای: 시카고 타자기) یک مجموعهٔ تلویزیونی کره جنوبی سال ۲۰۱۷ با بازی یو آه این، ایم سو جونگ و گو کیونگ پیو است. این مجموعه از ۷ آوریل تا ۳ ژوئن ۲۰۱۷، جمعه و شنبه‌ها ساعت ۲۰:۰۰ از تی‌وی‌ان روی آنتن رفت.